# Walter Kubiczeck
Walter Kubiczeck (* 7. Oktober 1931 in Berlin; † 21. Januar 2009 ebenda) war ein deutscher Komponist, Arrangeur und Bandleader.

## Leben
Mit acht Jahren erhielt er ersten Klavierunterricht bei GMD Otto Fielitz. Als 17-Jähriger spielte er bereits in mehreren Big Bands und Combos. Nach dem Abitur studierte Walter Kubiczeck an der Humboldt-Universität zu Berlin Germanistik und legte 1954 sein Staatsexamen ab. Von 1954 bis 1959 war er in Berlin als Lehrer und zugleich beim Aufbau des Nachwuchsstudios bei AMIGA tätig, das er 1956 bis 1958 leitete. 1958 wurde er Chef der Redaktion Tanzmusik von Radio DDR und war unter anderem für die Schlagerrevue verantwortlich, die sich bald zu einer der wichtigsten Hitparaden des DDR-Rundfunks entwickelte. 
Ab 1963 arbeitete Kubiczeck freischaffend als Komponist, Arrangeur und Orchesterleiter. Er produzierte eine Vielzahl von Titeln von sich selbst und anderen Autoren für den Rundfunk, die AMIGA und das Fernsehen der DDR. Seit 1971 schrieb Walter Kubiczeck auch Filmmusik. Bekannte Lieder waren u. a. die Pole-Poppenspäler-Ballade (Ein Wagen fuhr durchs Land) und Was halten Sie vom Tango? sowie die Filmmusik für die Fernsehserie Das unsichtbare Visier. Ferner komponierte er für DDR-Filme wie Der Lude von 1984 und Heiße Ware in Berlin. 1965 gründete er das Studio-Orchester Walter Kubiczeck.
1964 wurde er Mitglied des Verbandes der Komponisten und Musikwissenschaftler der DDR. 1974 berief ihn der Minister für Kultur der DDR zum stellvertretenden Generaldirektor des „Komitees für Unterhaltungskunst“. Von 1983 bis 1989 war er gewählter, ehrenamtlicher Vizepräsident des Komitees. 
Kubiczeck lebte zuletzt in Berlin-Mitte. Er starb im Alter von 77 Jahren in einem Berliner Krankenhaus.

## Instrumentalmusik
- Spielt den Blues, 1956
- Kofferradio-Boogie, 1960
- Berliner Fantasie, 1962
- Große Stadt, 1968
- Parade 1970, 1970

## Filmmusik
- 1971: Tod eines Millionärs
- 1972: Gefährliche Reise
- 1973: Das Licht der Schwarzen Kerze (TV)
- 1973: Polizeiruf 110: In der selben Nacht (TV-Reihe)
- 1976: Liebesfallen
- 1976: Polizeiruf 110: Ein ungewöhnlicher Auftrag (TV-Reihe)
- 1977: Zweite Liebe – ehrenamtlich
- 1973–1979: Das unsichtbare Visier (TV-Serie)
- 1981: Feuerdrachen
- 1984: Der Lude
- 1985: Polizeiruf 110: Verführung (TV-Reihe)
- 1986: Der Hut des Brigadiers

## Vokalmusik
- Ein Wagen fuhr durchs Land (Pole-Poppenspäler-Ballade), 1955
- Flößerlied, 1959
- Mitternachtstango
- Das Lied vom Tag
- Was halten Sie vom Tango?
- Dämmerung
- Heut ist was los an der Spree
- Neuenhagener Feuerwehrmann

## Vorspanntitel für Rundfunk- und Fernsehsendungen
- Schlager-Revue
- DT 64
- Schlager einer großen Stadt
- Mit dem Herzen dabei

## Veröffentlichungen
- Der Tanzpianist von heute: Eine Anleitung zu gefälligem und schwungvollem Spiel moderner Tanzmusik (mit Heinz Bernstein). 3 Hefte. Lied der Zeit, Berlin 1957–58.

## Auszeichnungen
- Kunstpreis der DDR 1984